# 육상궁
육상궁(毓祥宮)은 대한민국 서울특별시 종로구에 있는 조선 시대의 건물로 조선 영조의 생모인 숙빈 최씨의 신위를 모신 사당이다. 1966년 3월 22일 대한민국의 사적 제149호로 지정되었다.

## 역사

### 건립
육상궁은 숙종의 후궁이며 영조의 생모인 숙빈 최씨(淑嬪崔氏)의 신위를 모신 사당이다. 영조는 왕이 되기 전 거처인 창의궁에 숙빈 최씨의 신위를 모시려 했으나 왕이 머물던 곳에 신하의 사우(祠宇)를 쓸 수 없다는 대신들의 반대로 무산된다.
영조는 곧 북부 순화방에 청릉군(靑陵君) 이모(李模)의 아들 이언형의 집을 사들여 공사를 시작해 이듬해인 영조 1년(1725)에 숙빈묘(淑嬪廟)를 완공한다. 영조는 자신의 어머니의 지위를 공적 지위로 승격시키고자 하는 노력을 꾸준히 이어나갔고, 영조 20년(1744)에는 칭호를 육상묘(毓祥廟)로 바꾼 뒤 영조 29년(1753)에는 승격하여 능과 묘를 각각 소령원과 육상궁(毓祥宮)으로 고쳤다. 숙종의 계비인 인원왕후가 사망한 뒤 영조는 자신의 어머니의 지위를 왕후의 반열에 올린다.

### 네 궁과의 합설
고종 7년(1870)에는 희빈 장씨의 대빈궁(大嬪宮), 정빈 이씨의 연호궁(延祜宮), 영빈 이씨의 선희궁(宣禧宮), 의빈 성씨의 사우를 옮겨 함께 모신다. 그런데 이로부터 8년 후인 고종 15년(1878) 9월에 화재로 인해 123칸이 소실된다. 육상궁도 함께 피해를 입는데, 이듬 해 67칸의 규모로 축소하여 복원한다.
그러나 재건 3년 뒤인 고종 18년(1881) 8월 1일 다시 일어난 화재로 정전의 신주까지도 피해를 입는다. 이번 피해는 재정상의 이유로 한달 이상 공사가 지연되다가 다음 해에 복원된다.

### 칠궁이 되다
순종 1년(1907) 칙령 제50호 ‘향사이정(亭祝釐正)에 관한 건(件)’으로 제전 축소와 합사가 이루어진다. 이듬해 융희 2년(1908)에는 흩어져있던 연호궁(延祜宮), 저경궁(儲慶宮), 대빈궁(大嬪宮), 선희궁(宣禧宮), 경우궁(景祐宮)의 신위가 육상궁 경내로 옮겨온다. 1929년에는 영친왕의 어머니 순빈 엄씨의 덕안궁(德安宮)이 이곳으로 옮겨와서 현재의 모습을 갖추게 되었다. 이로서 육상궁은 칠궁(七宮)이 된다.

## 건축
연호궁은 영조의 후궁이며 추존된 왕 진종의 생모인 정빈 이씨(靖嬪李氏)의 신궁으로 육상궁 건물에 숙빈 최씨와 함께 신위가 모셔져 있다. 저경궁은 선조의 후궁이며 추존된 왕인 원종의 생모인 인빈 김씨(仁嬪金氏)의 신궁(神宮)이다. 대빈궁은 숙종의 후궁이며 경종의 생모인 희빈 장씨(禧嬪張氏)의 신궁이다. 선희궁은 역시 영조의 후궁이며 추존된 장조의 생모인 영빈 이씨(暎嬪李氏)의 신궁이고, 경우궁은 정조의 후궁이며 순조의 생모인 수빈 박씨(綏嬪朴氏)의 신궁이며, 이들 두 신위는 한 건물에 모셔져 있다. 덕안궁은 고종의 후궁이며 영친왕의 생모인 순헌귀비(純獻貴妃) 엄씨(嚴氏)의 신위를 모신 신궁이다.
육상궁 건물은 정면 3칸, 측면 3칸의 겹처마 맞배지붕으로 된 사당이며 연호궁의 신위를 같이 모시고 있다. 육상궁 앞에는 동서각(東西閣)과 배각(拜閣)을 두고 나즈막한 곡담이 둘러싸고 있으며, 왼쪽으로 네 채의 사당이 앞뒤로 각기 독립하여 서로 접하여 서 있다. 이들 건물 앞쪽에 재실(齋室)과 정문이 있다.
정문을 들어서면 남북축에 맞춘 2채의 재실이 있고, 그 뒤로는 동쪽으로부터 서쪽 방향으로 연호궁ㆍ육상궁ㆍ덕안궁ㆍ경우궁ㆍ선희궁ㆍ대빈궁ㆍ저경궁이 각각 대략 남쪽을 향하고 있다. 연호궁과 덕안궁 사이에 있는 냉천과 냉천정(冷泉亭), 그리고 주변의 뜰은 정숙하고 소박한 아름다움이 배어나는 전통적인 한국정원의 일면을 보여주며 주위 담장과 조화를 이루고 있다.
이곳은 원래 경복궁 후원이었지만, 부근에 청와대가 들어서며 경복궁 권역이 축소되어 경복궁 담장 밖에 위치하게 되었다. 1968년 1·21 사태 이후 34년간 일반인의 관람이 금지되어 오다가, 2001년 11월말부터 부분적으로 일반에 공개되고 있다.
육상궁 건물 등은 종묘(宗廟)와 더불어 조선시대 묘사제도(廟祠制度)를 엿볼 수 있는 귀중한 자료로 평가받고 있다.

## 참고 자료
- 육상궁 - 국가유산청 국가유산포털
- 본 문서에는 서울특별시에서 지식공유 프로젝트를 통해 퍼블릭 도메인으로 공개한 저작물을 기초로 작성된 내용이 포함되어 있습니다.
- 칠궁 수복방 권역 보수공사 보고서 (2021)
- 이 문서에는 문화재청에서 공공누리 제1유형으로 배포된 〈자료〉를 바탕으로 한 내용이 포함되어 있습니다.